# Log Čezsoški
Log Čezsoški – wieś w Słowenii, w gminie Bovec. W 2018 roku liczyła 65 mieszkańców.

## Geografia
Log Čezsoški znajduje się przy miejscowościach Žaga, Srpenica oraz Bovec. Znajduje się w niej ujście rzeki Učja (oraz pomniejszych bezimiennych cieków) do Soczy. Wieś leży u podnóża grzbietu górskiego Polovnik. Powyżej góry znajduje się także wodospad Boka Waterfall (słoweński: Boka Slap).